# Socialantropologi

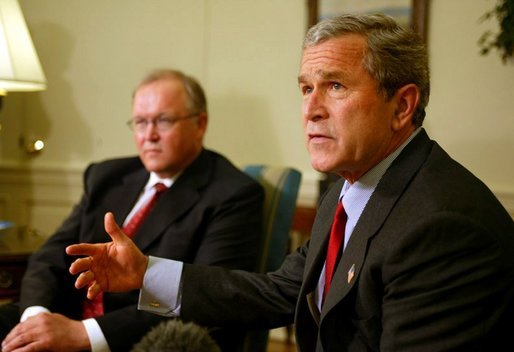
Två människor i ett socialt sammanhang.

Socialantropologi är läran om människan i sociala sammanhang. Inom socialantropologin studerar man människans sociala tänkande och beteende utifrån ett globalt perspektiv.

## Ordets betydelse
Ordet socialantropologi kommer franskans term social (social/samhälle) och de två grekiska termerna antropos (människa) och logi (lära/vetenskap). Dessa bildar tillsammans betydelsen "läran om den sociala människan" eller "läran om människan i sociala/samhälleliga sammanhang". Ordagrant kan socialantropologi definieras som "läran om människan som social varelse." Socialantropologi kan således betraktas som "läran om folkgruppers sociala och samhälleliga förhållanden".

## Det globala perspektivet
Trots globaliseringsprocesser uppvisar världens samhällen en enorm variation i sätten att organisera sig socialt, kulturellt, politiskt och ekonomiskt. Socialantropologer undersöker och jämför denna variation i all dess komplexitet, för att få en bredare och djupare kunskap och förståelse om den sociala människan och världens alla olika samhällen och kulturer. Socialantropologisk forskning kan fokusera på allt från människors sociala och politiska beteende och organisation till hur människors samhällen förändras och påverkar varandra över tid. Socialantropologer undersöker således de sociala processer som producerar, upprätthåller och förändrar samhällsstrukturer och människors sociala tanke- och beteendemönster.  

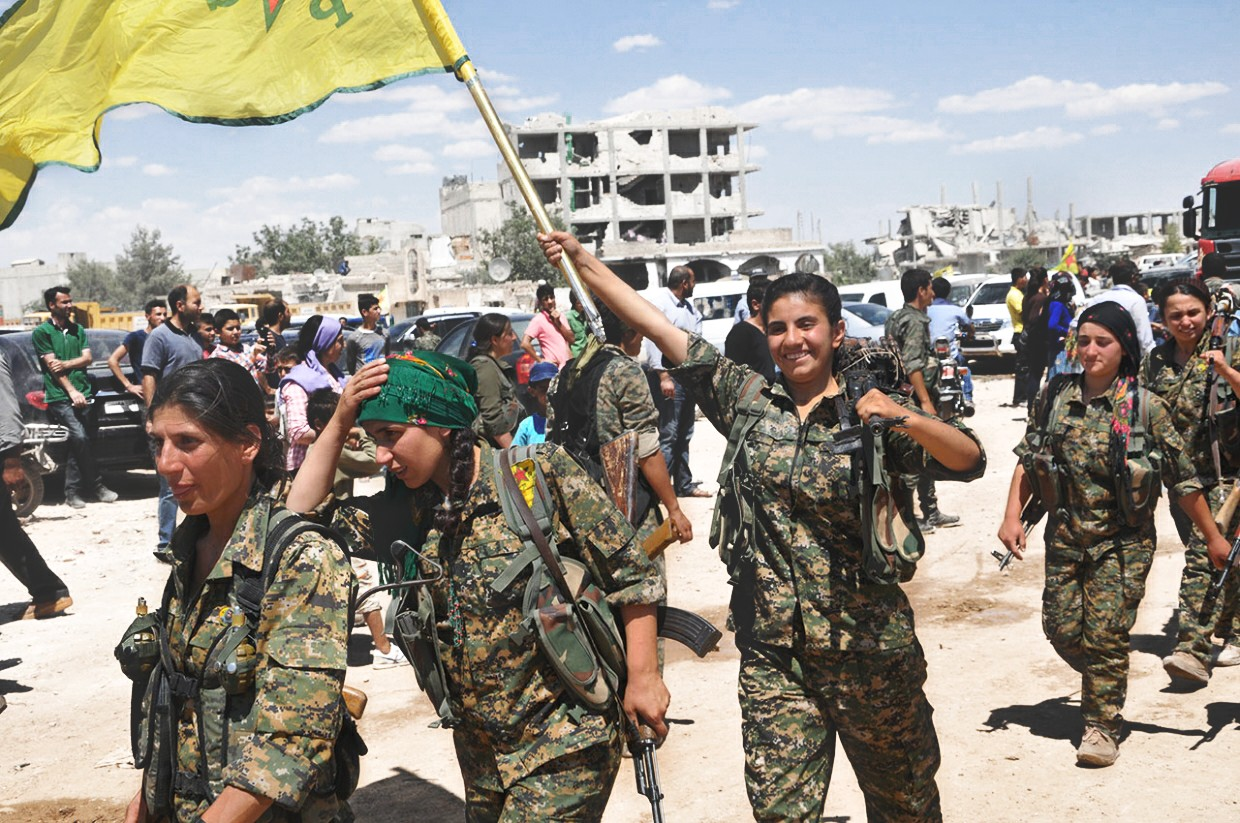
Människor i en grupp.

Vanliga fokusområden inom socialantropologin är:
- Sociala relationer mellan och inom grupper
- Samhällens sociala uppbyggnad och organisation
- Relationen mellan människors tankesätt och beteendemönster
- Hur människor upplever och relaterar till sociala sammanhang och dess förändring

Socialantropologisk forskning belyser hur likheter och variationer i människors tänkande och handlande uppstår, upplevs och får för sociala och samhälleliga konsekvenser. Genom att jämföra samhällen och folkgrupper världen över så bidrar socialantropologin med nya normkritiska perspektiv på hur sociala och samhälleliga företeelser och fenomen kan förklaras och förstås.   

## Det kritiska och holistiska perspektivet
Utmärkande för socialantropologin är ambitionen att sätta social mångfald i centrum och inte utgå från det industrialiserade västerländska samhället som norm. Detta innebär att man försöker förstå och förklara samhällen på deras egna premisser och utifrån deras egna sociala uppbyggnad. Det socialantropologiska perspektivet handlar därmed om att kritiskt och systematiskt ifrågasätta antaganden, kunskaper och perspektiv som i sammanhanget anses som självklara. 

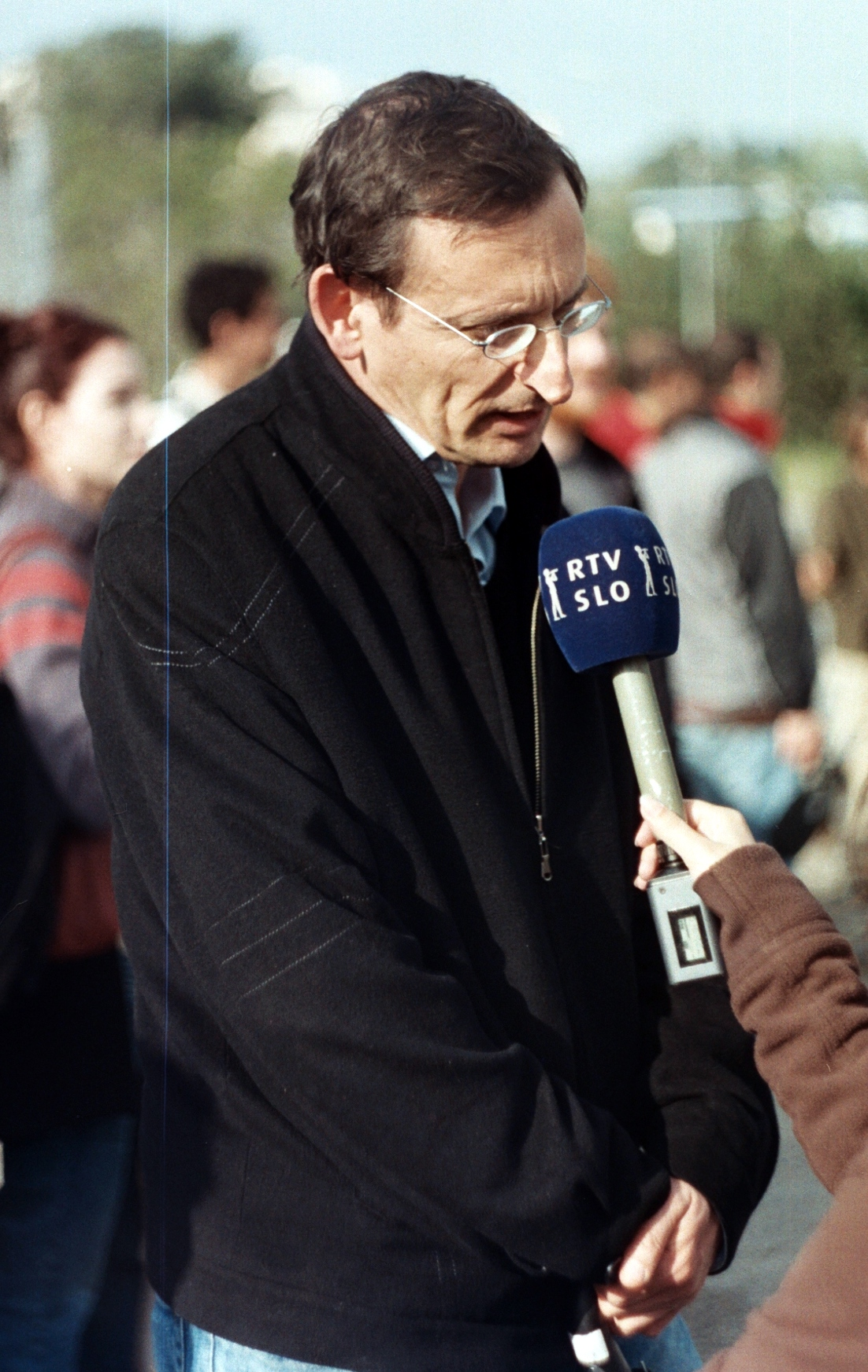
En människa blir intervjuad.

Inom socialantropologin använder man sig av ett holistiskt perspektiv när man försöker förstå olika samhällen och människors tänkande och handlande. Ett holistiskt perspektiv innebär att man relaterar enskilda fenomen till varandra och söker övergripande mönster bortom detaljerna. Detta innebär att man studerar samhällen som helheter där alla enskilda sociala delar (såsom politik, ekonomi, etnicitet, religion mm) överlappar och är nära integrerade och sammankopplade med varandra.
Genom att analysera samhället utifrån ett kritiskt och holistiskt perspektiv bidrar socialantropologisk forskning till fördjupade insikter om hur samhällen och sociala beteendemönster kan förklaras och förstås.

## Forskningsmetoder
De vanligaste forskningstraditionerna inom socialantropologin är kvalitativa samhällsvetenskapliga metoder, med en särskild betoning på metoderna etnografi, intervju och deltagande observation. Metodologiskt överlappar således ofta socialantropologernas arbetssätt andra samhällsvetares. Den forskningsmetod som används mest inom socialantropologin är fältarbete, vilket innebär en långvarig och omfattande kvalitativ studie hos exempelvis en folkgrupp eller organisation.
Inom socialantropologin tillämpar man traditionellt sett ett socialkonstruktionistiskt, kulturrelativistiskt, komparativt och holistiskt analytiskt perspektiv på sociala och kulturella företeelser och fenomen i samhället. Andra analytiska perspektiv som till stor del har utvecklats inom socialantropologin är hermeneutik, diffusionism, funktionalism, intersektionalitet, postkolonialism, strukturalism, strukturfunktionalism och symbolisk interaktionism.

## Relation till sociologi
Socialantropologi och sociologi överlappar mycket till teori och metod, och anses ofta vara systerdiscipliner. Internationellt sett räknas ofta socialantropologin som ett delområde inom sociologin, där man specialiserat sig på fältarbeten och icke-västerländska samhällen. Vissa forskare hävdar att socialantropologi och sociologi i vid mening skulle kunna betraktas som en och samma disciplin, på grund av deras omfattande sammanflätning och överlappning.

## Relation till kulturantropologi
Skillnaden mellan socialantropologi och kulturantropologi kan anses vara relativt marginell. Socialantropologi kan betraktas som läran om människan som social varelse, och kulturantropologi som läran om människan som kulturell varelse. Socialantropologer fokuserar på samhällen och sociala strukturer, inom vilka kulturer utgör en del, medan kulturantropologer fokuserar på kulturer och meningssystem, inom vilka de sociala systemen utgör en del. I kontrast till socialantropologi skulle kulturantropologi kunna betraktas som 'vetenskapen om folkgruppers kulturer'. Socialantropologi relaterar därmed mer till samhällsvetenskap och kulturantropologi till humaniora. Men eftersom skillnaderna mellan samhällsvetenskap och humaniora är diffus bör därför också avgränsningarna mellan dessa discipliner i viss mån betraktas som flytande.  

## Kända personer med socialantropologisk utbildning
- Koffi Annan, diplomat och generalsekreterare i FN
- Prins Charles, prins av Wales
- Jim Yong Kim, chef för Världsbanken
- David Attenborough, programledare
- Ann Dunham, moder till Barack Obama
- Octavio Paz, diplomat och nobelpristagare i litteratur
- Nick Clegg, brittisk politiker
- Jomo Kenyatta, kenyansk politiker
- Paul Farmer, människorättsaktivist
- George Lucas, regissör
- Darren Aronofsky, regissör
- Hugh Laurie, skådespelare
- Michael Crichton, författare och filmproducent

## Kända forskare inom socialantropologi
- Benedict Anderson
- Lila Abu-Lughod
- Arju Appadurai
- Fredrik Barth
- William Bascom
- Ruth Benedict
- Maurice Bloch
- Franz Boas
- Pierre Bourdieu
- Philippe Bourgois
- Anthony Cohen
- Mary Douglas
- Thomas Hylland Eriksen
- E. E. Evans-Pritchard
- James Ferguson
- Clifford Geertz
- Max Gluckman
- Erving Goffman
- Melvyn Goldstein
- David Graeber
- Ulf Hannerz
- Keith Hart
- Zora Neale Hurston
- Tim Ingold
- Roger M. Keesing
- Alfred L. Kroeber
- Robert Hugh Layton
- Claude Lévi-Strauss
- Edmund Leach
- Bronisław Malinowski
- Marcel Mauss
- Margaret Mead
- Daniel Miller
- Henrietta Moore
- Lewis Henry Morgan
- Aihwa Ong
- Sherry Ortner
- Alfred Radcliffe-Brown
- Roy A. Rappaport
- Renato Rosaldo
- Carl-Ulrik Schierup
- Dorothy E. Smith
- Linda Stone
- Victor Turner
- Edward Burnett Tylor
- Eric Wolf
- Petra Östergren